# Étienne Lenoir

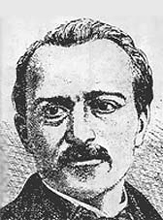
Étienne Lenoir

Jean-Joseph Étienne Lenoir (Mussy-la-Ville, 12 januari 1822 – La Varenne-Saint-Hilaire, 4 augustus 1900) was een Belgische uitvinder die de eerste commerciële verbrandingsmotor ontwierp en bouwde.

## Levensloop
Lenoir werd geboren in het klein dorpje Mussy-la-Ville als derde kind in een gezin met acht kinderen. Op twaalfjarige leeftijd had hij al een grote fascinatie voor machines. In de jaren erop maakte hij zichzelf de beginselen van techniek en scheikunde eigen.
Op zestienjarige leeftijd in 1838 ging hij aan het werk in Parijs, waar hij in eerste instantie werkte als ober om een opleiding als email-decorateur te bekostigen. In 1847 vond hij een productieproces voor witte email uit waarvoor hij zijn eerste octrooi aanvroeg. Er zouden nog vele volgen.
Begin jaren 1850 emigreerde hij definitief naar Frankrijk waar hij zich in Parijs vestigde. Hij verbeterde de telegraaf en ontwierp in 1859 de eerste motor met inwendige verbranding, waarvoor hij in november 1859 octrooi Nr. 43624 voor 15 jaar verwierf.
Hij overleed op 78-jarige leeftijd op 4 augustus 1900. Lenoir kreeg op 16 juli 1900 als eerbetoon een plaquette van de automobielclub van Frankrijk (ACF) in het Musée des Arts et Métiers te Parijs "ter erkenning van de grote verdiensten als uitvinder van de gasmotor en constructeur van de eerste automobiel ter wereld".

## Werk

### Tweetaktgasmotor

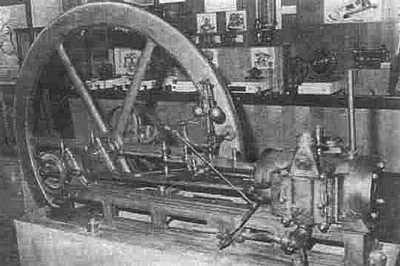
Lenoirs tweetaktgasmotor in Musée des Arts et Métiers in Parijs

Machines werkten in die tijd voornamelijk met stoom. Deze waren groot en duur en alleen geschikt voor grote fabrieken. Lenoir wilde kleine toestellen die konden werken op steenkoolgas en stads- of lichtgas dat in de lichtstad Parijs overal beschikbaar was. Het principe was een stoommachine waarbij in de eerste helft van de eerste slag (takt komt pas later met Otto) een mengsel van 6% stadsgas en 94% lucht werd aangezogen. Halverwege de eerste slag werd het niet gecomprimeerde mengsel met een bougie (ook een uitvinding en octrooi van Lenoir) in brand gestoken. Het brandende gasmengsel zette uit en duwde de zuiger met grote druk verder.
Tijdens de ingaande tweede slag werd het verbrande gasmengsel uitgedreven. In Lenoirs gasmotor komt diverse kennis uit zijn tijd samen: zowel de stoommachine als de recent uitgevonden bobine van Ruhmkorff voor de ontsteking en de bougie, zijn eigen uitvinding. Zij gebruikt de gepatenteerde zuiger van Street. Zij heeft inwendige verbranding en dubbelzijdige actie zoals de machine van Lebon. Zij is vonkontstoken zoals de machine van de Zwitser Isaac de Rivaz. De eerste motor met inwendige verbranding, dubbelzijdige werking, tweetakt en zonder voorafgaandelijke compressie was uitgevonden.
De benaming in het in november 1859 voor een duur van 15 jaar aangevraagde octrooi nr. 43624 luidt: brevet d'un moteur à gaz et à air dilaté (octrooi voor een motor op gas en op uitgezette lucht). De motor woog ongeveer 100 kg, zijn cilinderinhoud was 2,5 liter, zijn toerental 100 tr/min met een vermogen van 440 watt. Het verbruik was 3166 liter gas per uur per pk. Lenoirs motor was niet zo efficiënt; hij bereikte in het begin slechts 5 procent rendement. Rond 1885 perfectioneerde Lenoir zijn motor en bereikte dan een rendement van 15%. De motoren liepen langzaam (100 tr/min) en werkten op een mengsel van 6% gas en 94% lucht. Zij gingen lang mee, sommige machines waren na 20 jaar gebruik nog in perfecte conditie. Rond 1885 waren er meer dan 400 in gebruik in Frankrijk, voornamelijk in de eerste motorschepen op de Seine.

### Boot
In 1861 bouwde Lenoir een boot met een motor van 2 pk die werkte op een nieuwe brandstof op basis van petroleum, uitgevonden door Laslo Chandor.
In 1865 bouwde hij voor Mr. Dalloz, eigenaar van het Parijse tijdschrift Le monde illustré een boot met een lengte van 12 meter en een Lenoir-motor van 6 pk. Deze boot voer dikwijls op de Seine op zondagmorgen gedurende meer dan 2 uur.

### Auto
In september 1862 reed zijn Hippomobile, met een op stadsgas aangedreven gasmotor van 1,5 pk aangepast voor een automobiel, een traject van 18 km van zijn atelier in de rue de la Roquette (Parijs) naar Joinville-le-Pont en terug, in drie uur met pauzes.

### Viertakt
De tweetaktgasmotor vormde een inspiratiebron voor de Ottomotor van Nicolaus Otto in 1876. In 1884 bouwde Lenoir zijn eerste viertaktmotor gebaseerd op het principe van de Cyclus van Beau de Rochas.
Miljoenen auto's die vandaag rondrijden danken hun bougies, kopkleppen, ontsteking en tuimelaar aan Lenoir. Volgens hoogleraar Louis Leprince-Ringuet is Lenoir een van de 100 grootste uitvinders aller tijden.

### Andere uitvindingen
Lenoir deed nog andere uitvindingen. Hij vroeg verschillende octrooien aan:
- verbetering van de galvanoplastiek (galvanisatie) (1851)
- elektrische remmen voor treinen (1855)
- signalisatie voor de spoorwegen (1856)
- vertinning van glas (1857)
- een methode om leer te looien met ozon (1880)
- de bougie in 1876